# Thangka (kunstwerk)

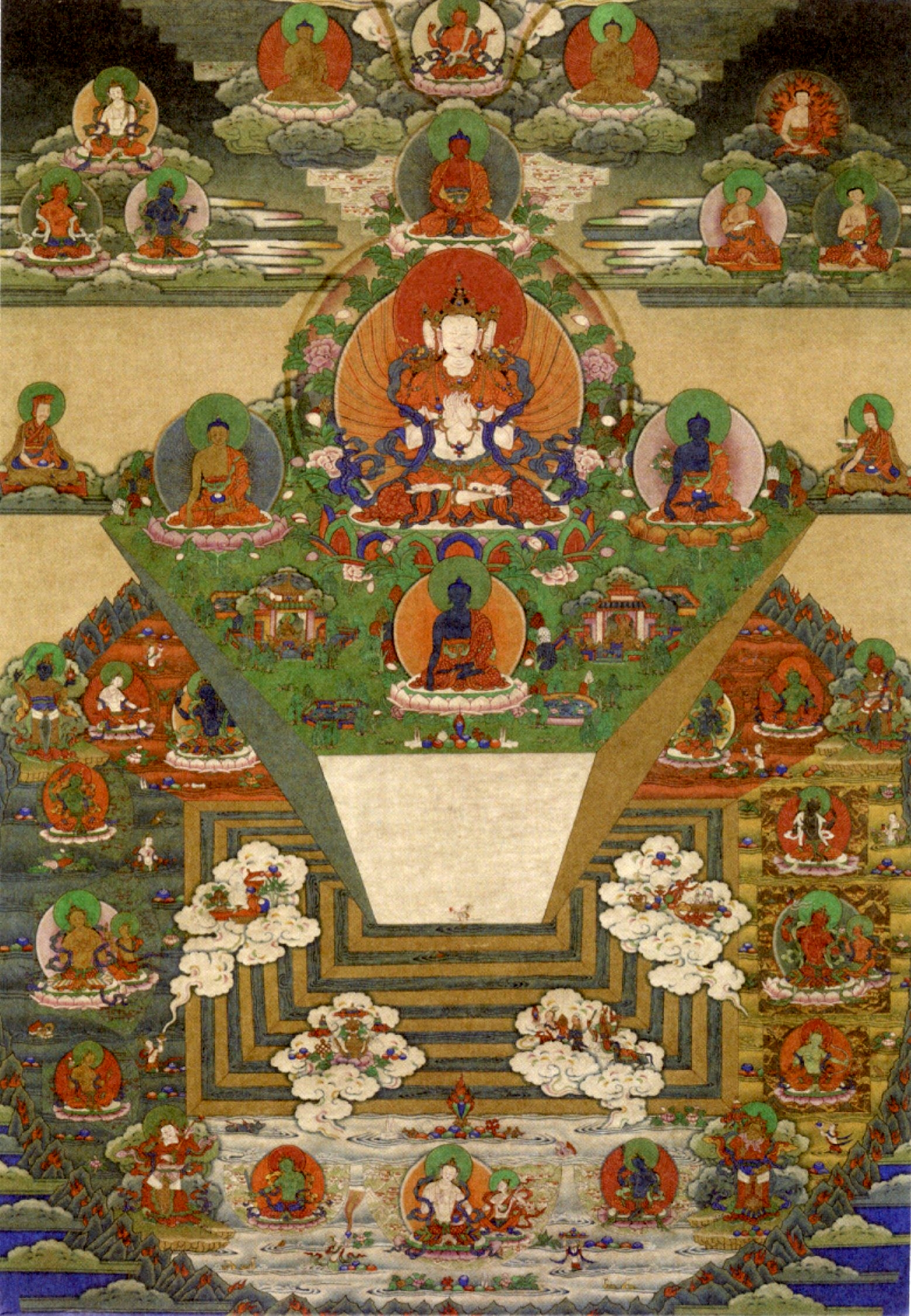
19e-eeuwse thangka
Bhutaans, mythische berg Meru en het boeddhistische universum

Een thangka, ook wel t(h)an(g)ka is een geschilderd of geborduurd Tibetaans boeddhistische banier die oorspronkelijk in een klooster of boven een familiealtaar werd gehangen en tijdens ceremoniële processies wordt gedragen door monniken. Het Tibetaanse woord thang betekent vlak en geeft weer dat een thangka een schildering is op een plat oppervlak, die echter opgerold kan worden wanneer er geen vertoning nodig is. Om dit laatste wordt het ook wel een rolschildering (scroll-painting) genoemd. De meest voorkomende vorm van de thangka is rechthoekig in staande weergave. De afbeelding wordt traditioneel geschilderd op katoen geprepareerd met lijm getrokken uit jakhuid vermengd met kalk. Als verf gebruikt men pigmenten met als bindmiddel jakvet. Deze verf is na droging watervast en elastisch. De thangka heeft meestal een zijden voorhang om de afbeelding desgewenst te beschermen tegen lichtinvloeden.
Aanvankelijk raakte een thangkaschildering in gebruik onder reizende monniken omdat ze gemakkelijk op te rollen en vervoerd konden worden van klooster naar klooster. Deze thangka's dienden als belangrijk onderwijsmateriaal om het leven weer te geven van Boeddha, Bodhisattva en verschillende invloedrijke lama's en goden. Een populair thema is het levenswiel dat een visuele weergave is van de leer van Abhidhamma. Thangka's worden door sommigen gezien als kleurrijke muurdecoraties, terwijl ze voor boeddhisten de betekenis hebben van een verschijning van Boeddha zelf.
Wanneer een thangka goed is gemaakt, vervult het verschillende functies. Zo worden afbeeldingen van niet menselijke wezens gebruikt als leermiddelen wanneer het leven of de levens van Boeddha worden uitgebeeld, historische gebeurtenissen rondom belangrijker lama's worden beschreven of mythes van genoemde hemelse wezens worden herverteld. De levensbeschouwelijke afbeeldingen dienen als centraal punt van een ritueel of ceremonie en bieden vaak een medium waardoor gebeden of verzoeken kunnen worden gemaakt. In het algemeen wordt de spirituele kunst gebruikt als hulpmiddel voor meditatie om iemand verder te helpen op de weg naar verlichting.

## Galerij

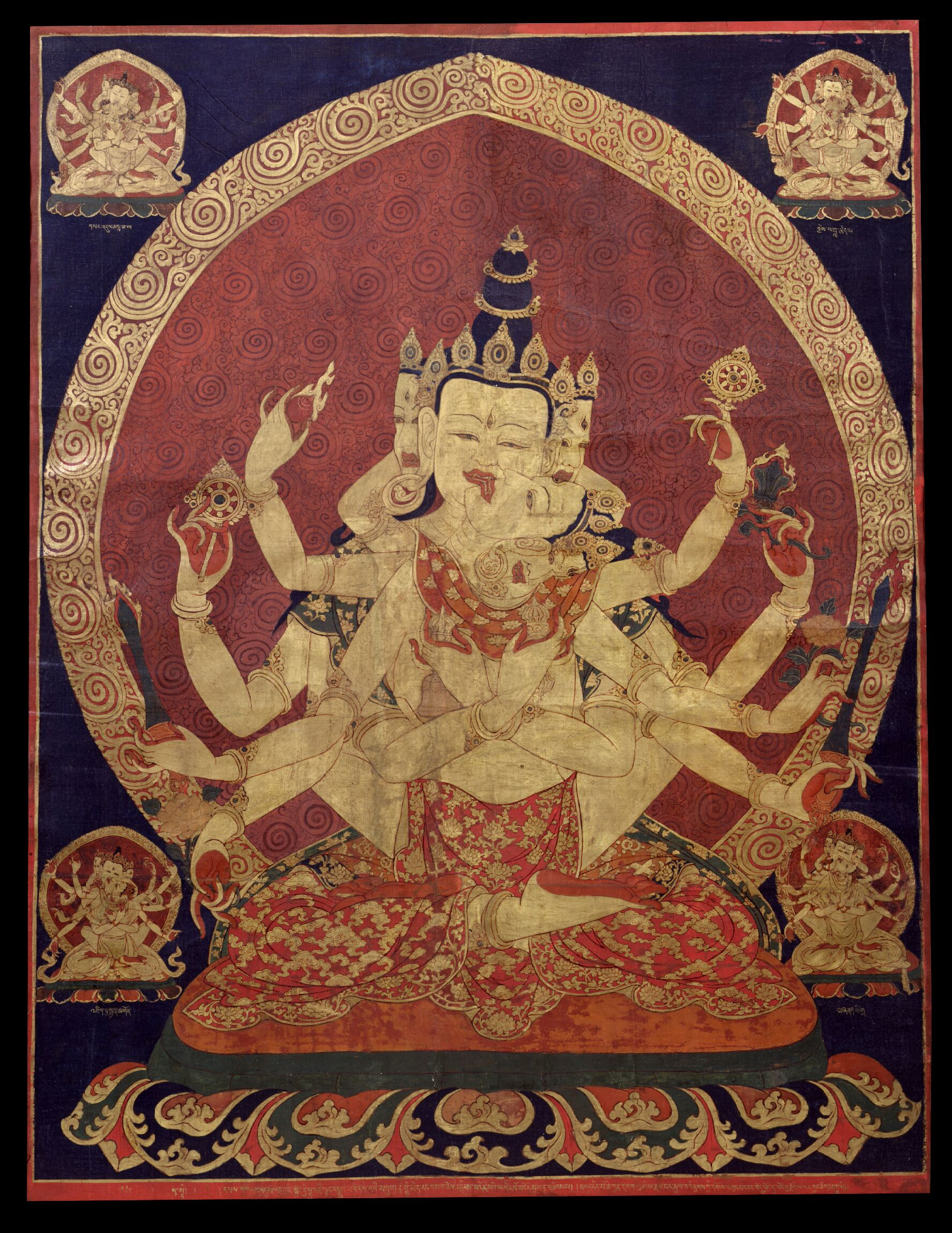
17e-eeuwse thangka
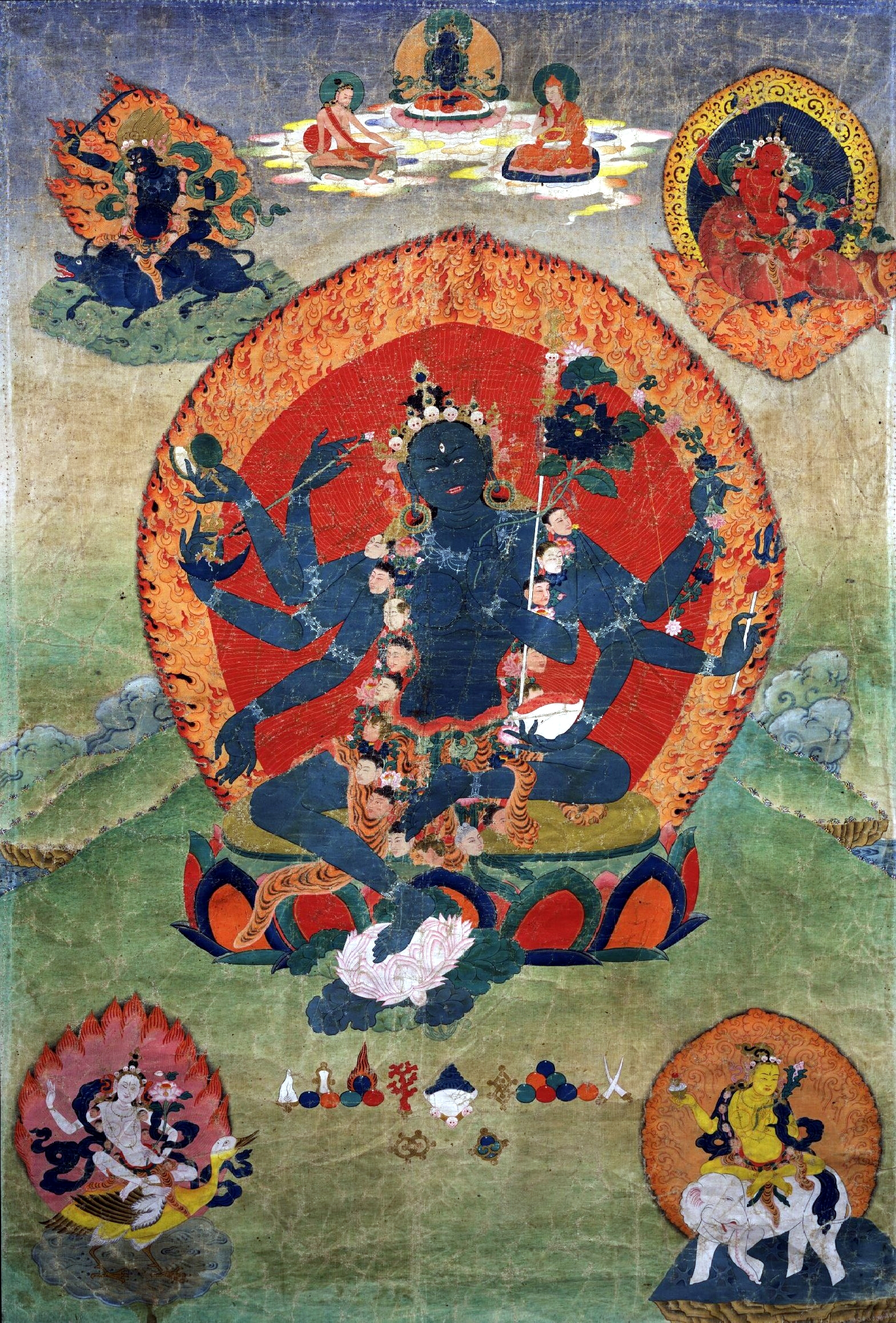
18e-eeuwse thangka Oost-Tibetaans, groene Tara
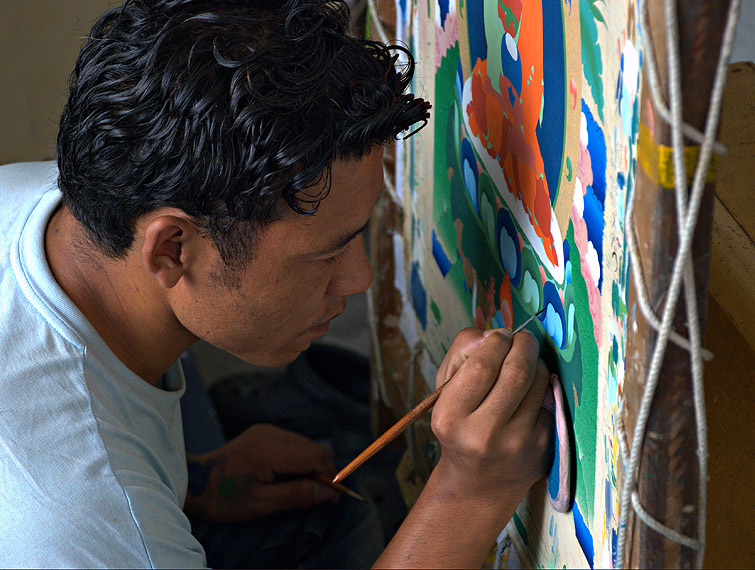
Thangkaschilder in het Norbulingka-instituut
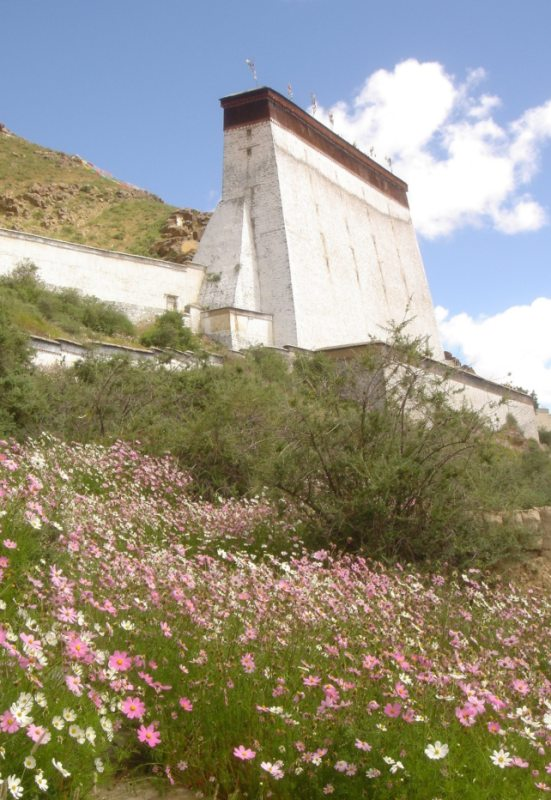
Thangkamuur in Tashilhunpo